# Surjoux
Surjoux är en kommun i departementet Ain i regionen Auvergne-Rhône-Alpes i östra Frankrike. Kommunen ligger  i kantonen Bellegarde-sur-Valserine som ligger i arrondissementet Nantua. Kommunens areal är 4,31 km². År 2018 hade Surjoux 85 invånare.

## Befolkningsutveckling
Antalet invånare i kommunen Surjoux
Referens: INSEE